# Hazel Meyers
Hazel Meyers, (? –) amerikai blues- és country-énekesnő, vaudeville előadó.

## Pályafutása
Hazel Meyers az 1920-as évek egyik fekete varieté-előadója volt. Bluesénekesnőként készített lemezeket, nem is kevest. Összesen 41 lemeze jelen meg 1923 szeptembere és 1924 augusztusa között, melyeket az Ajax, a Brunswick, a Pathé, a Banner, a Bell és az Emerson árolt. Utolsó lemezét az Okehnek készítette 1926 júniusában.
Gyakran dolgozott kora nagyszerű zenészeivel, Fletcher Hendersonnal, Porter Graingerrel, Bubber Miley-val, Don Redmannal, egyszer Fats Wallerrel is.
A vaudeville színpadon töltött pályafutásáról keveset tudni. Fellépett a „Steppin' High”-ban, egy harlemi varietéműsorban, amelyhez a Fletcher Henderson zenekara kísért. Ismert, hogy 1930-ig sok más varietéműsorban is fellépett. 
Hazel Meyersről ezen kívül semmi más nem ismert.

## Albumok
- 1996: Complete Recorded Works in Chronological Order, vol. 1 (1923–1924)
- 1996: Edna Hicks, Hazel Meyers, Laura Smith, Complete Recorded Works in Chronological Order, vol. 2 (1923–1927)